# Maria Bertilla Boscardin
Maria Bertilla Boscardin, född Anna Francesca Boscardin 6 oktober 1888 i Brendola, Veneto, död 20 oktober 1922 i Treviso, Veneto, var en italiensk romersk-katolsk nunna som skötte om sjuka barn samt personer som hade skadats av bombräder under första världskriget. Hon vördas som helgon i Romersk-katolska kyrkan, med minnesdag den 20 oktober.

### Webbkällor
- Domenico, Agasso. ”Santa Maria Bertilla Boscardin, vergine” (på italienska). Santi e Beati. Arkiverad från originalet den 13 januari 2021. https://archive.md/rfIau. Läst 13 januari 2021.
- ”Saint Maria Bertilla Boscardin” (på engelska). CatholicSaints.Info. Arkiverad från originalet den 13 januari 2021. https://archive.vn/sJz3a. Läst 13 januari 2021.